# Rastatt
Rastatt [ˈʁaʃtat] (tên đầy đủ trong tiếng Đức: Barock- und Residenzstadt Rastatt) là một thành phố thuộc huyện Rastatt, bang Baden-Württemberg, Đức.

## Thành phố kết nghĩa
- Fano, Ý.
- Guarapuava, Brazil.
- Woking, Vương quốc Liên hiệp Anh.[2]
- New Britain, Connecticut, Mỹ
- Ostrov, Cộng hòa Czech.

Rastatt
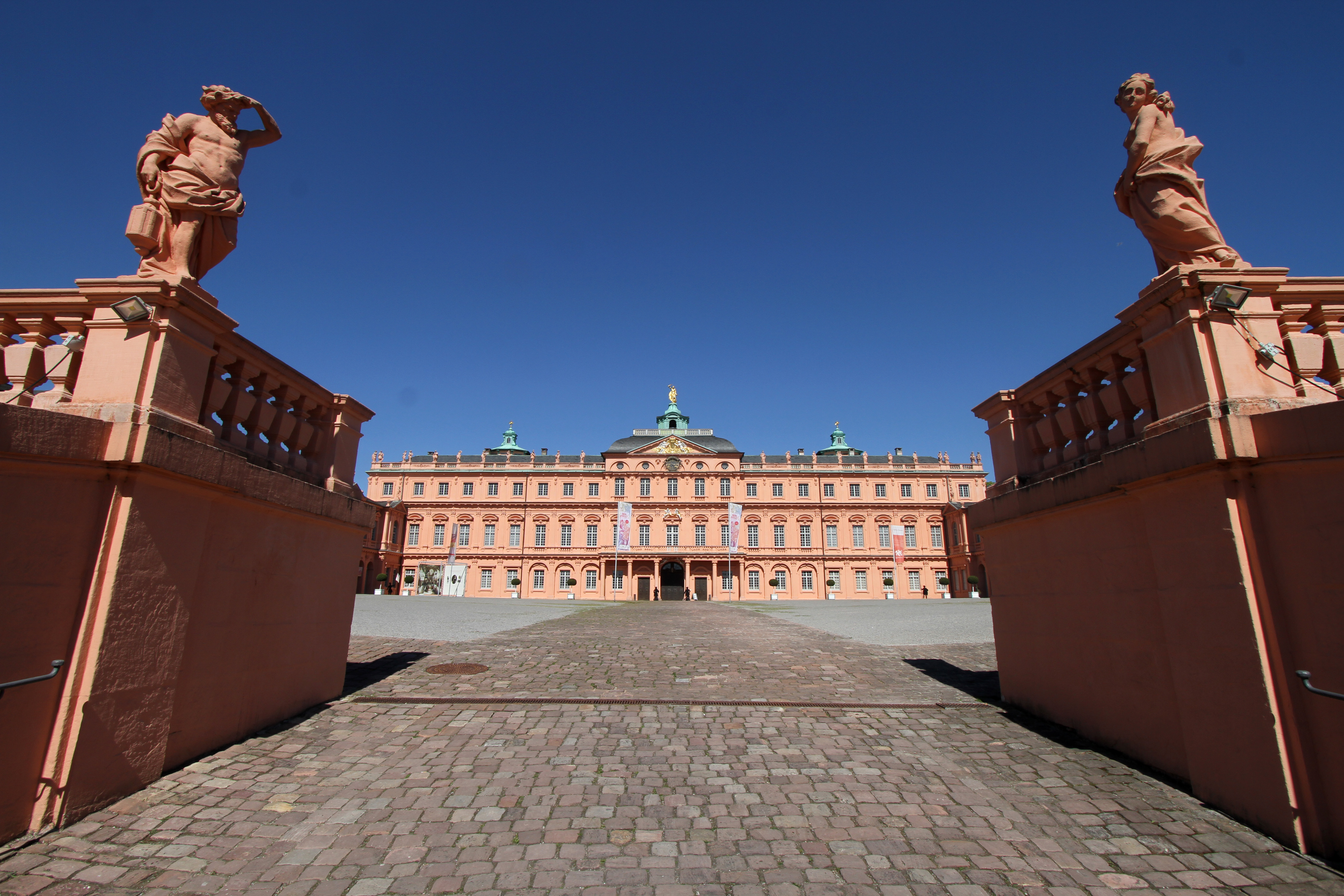
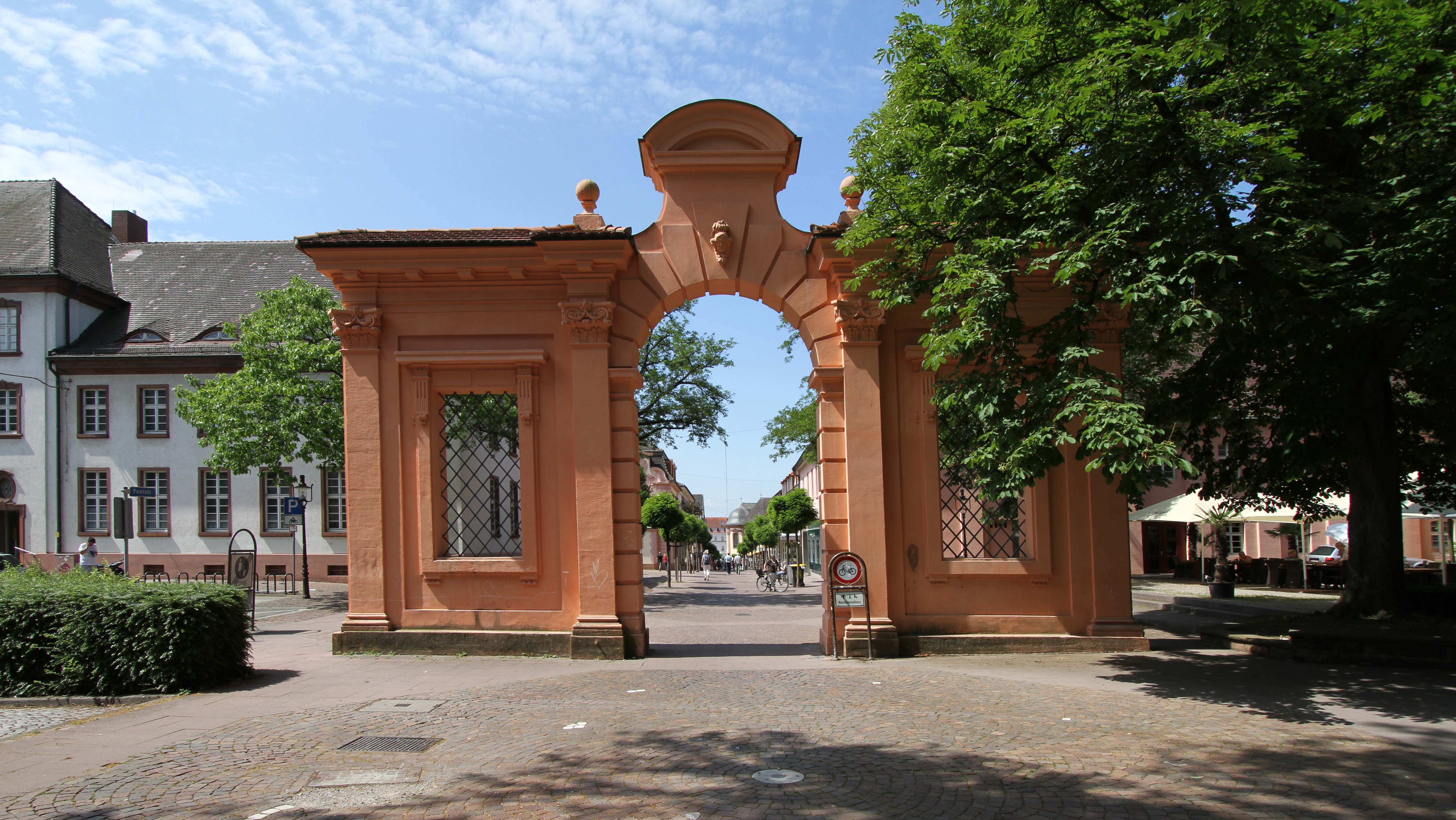
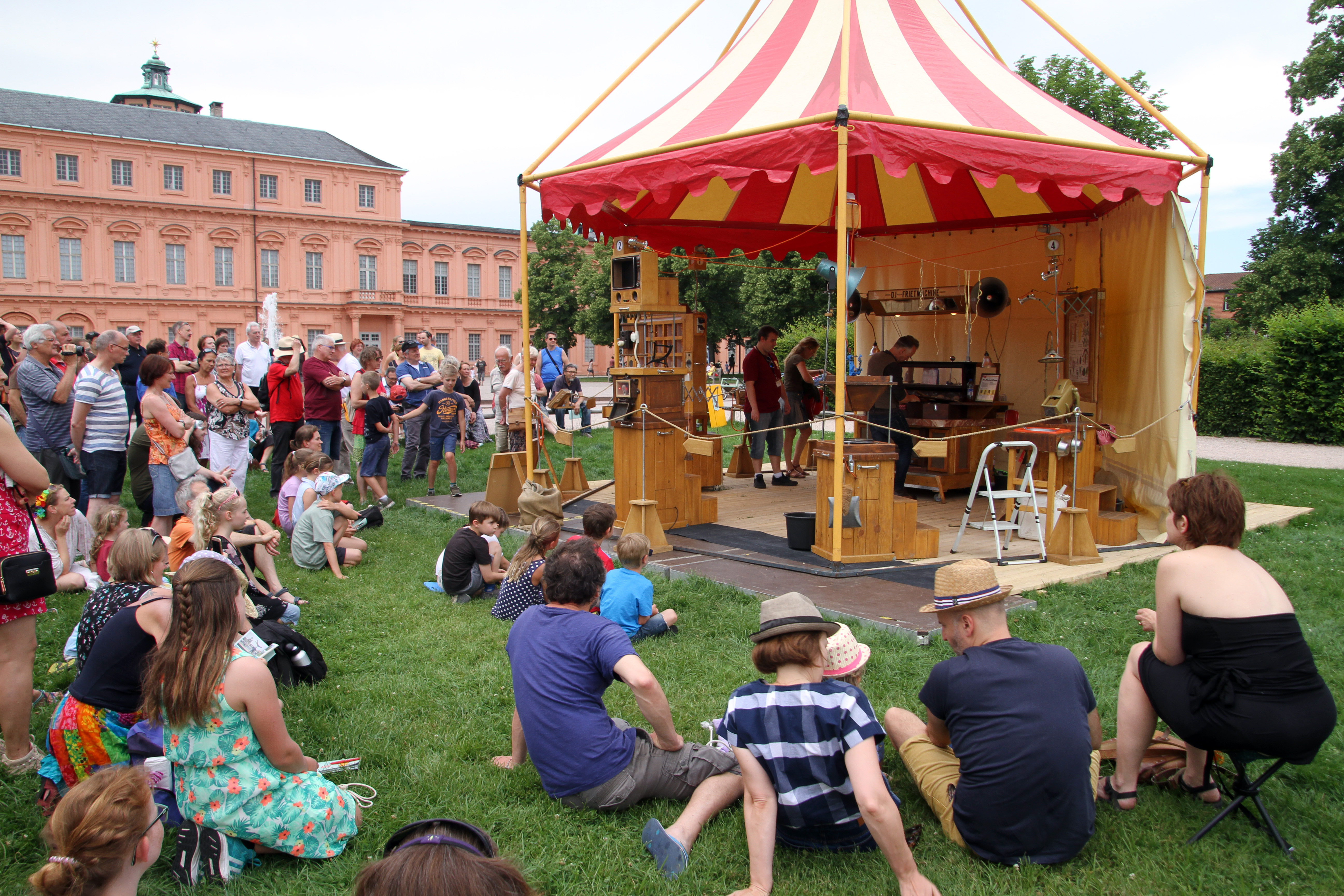
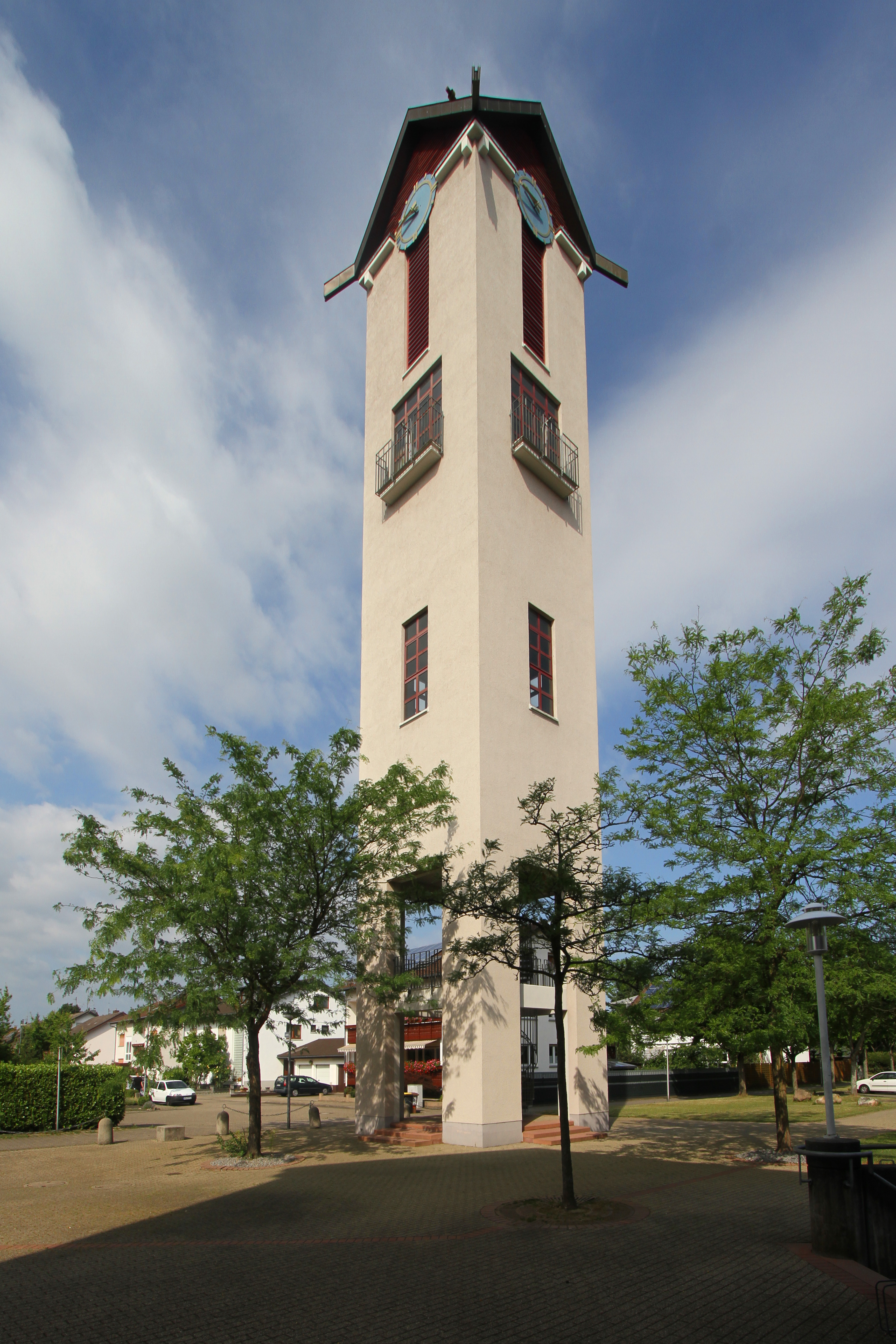
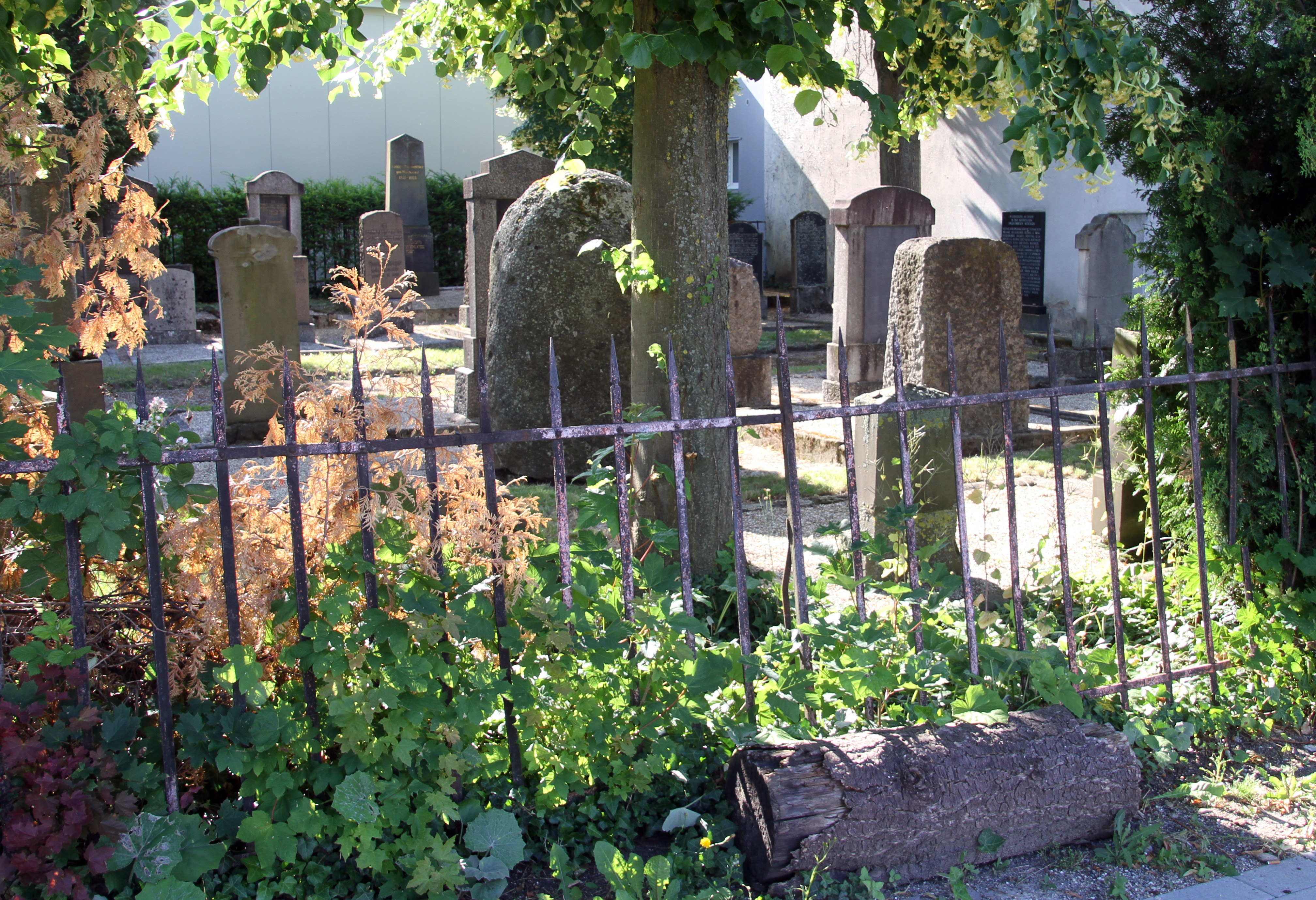
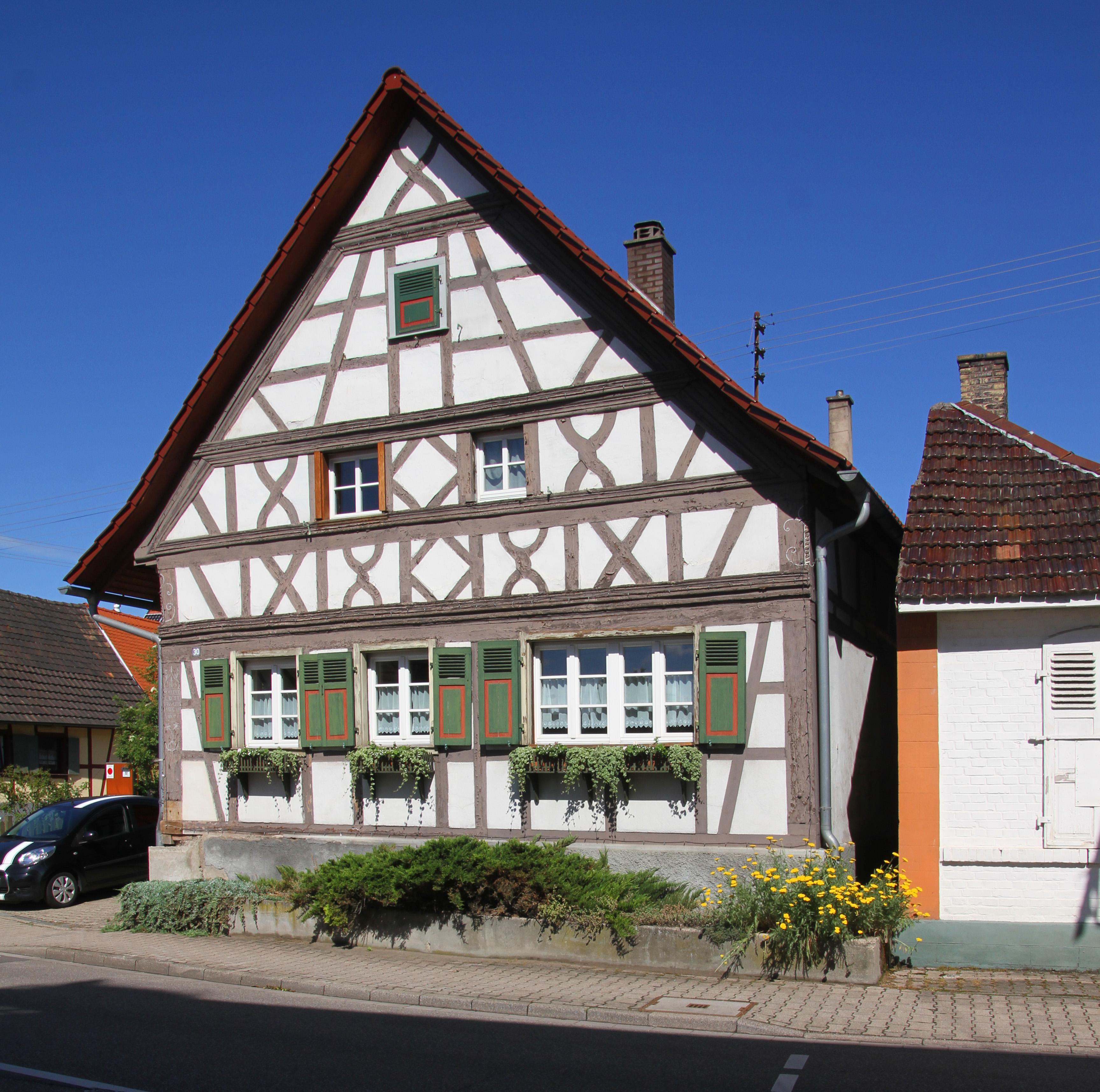
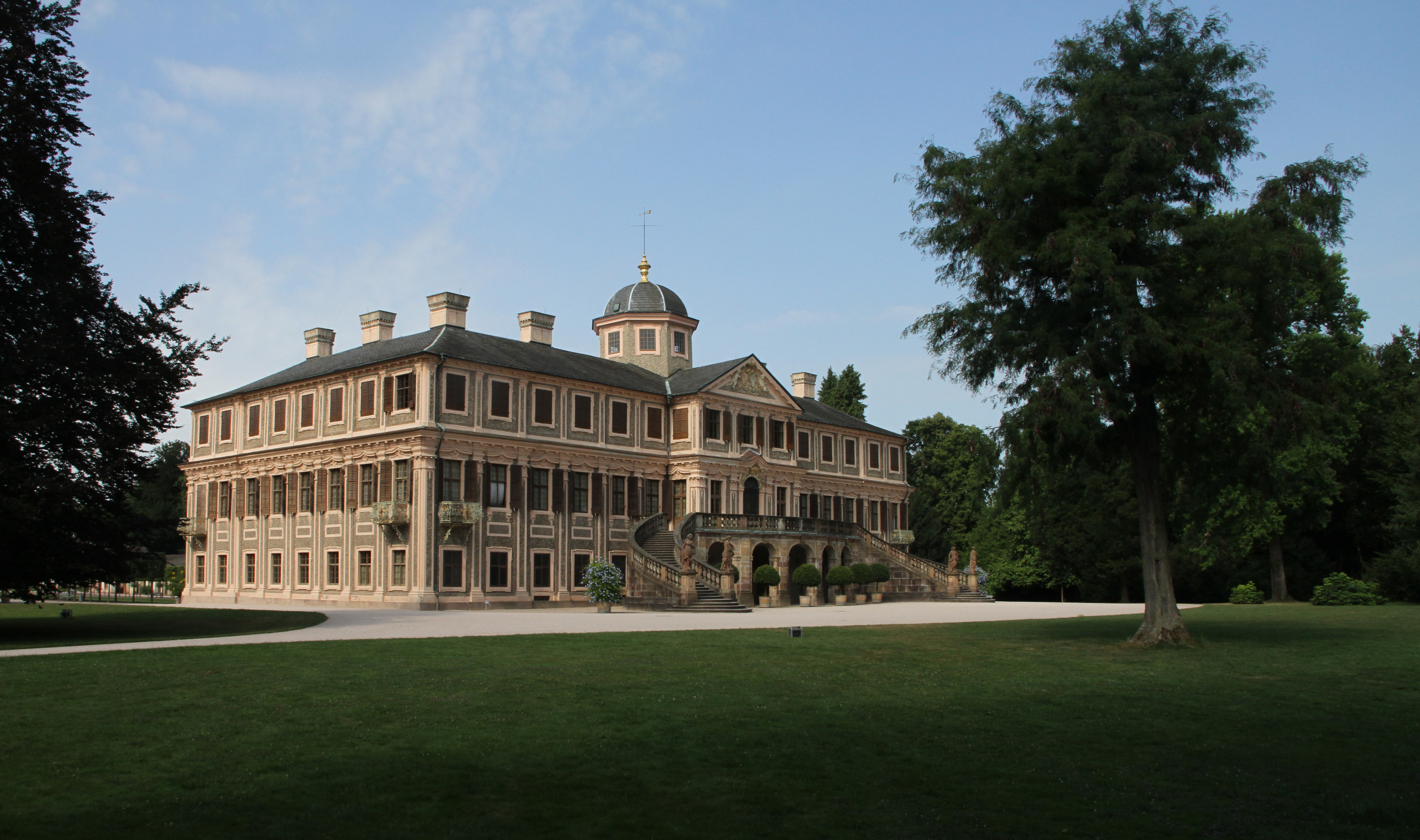
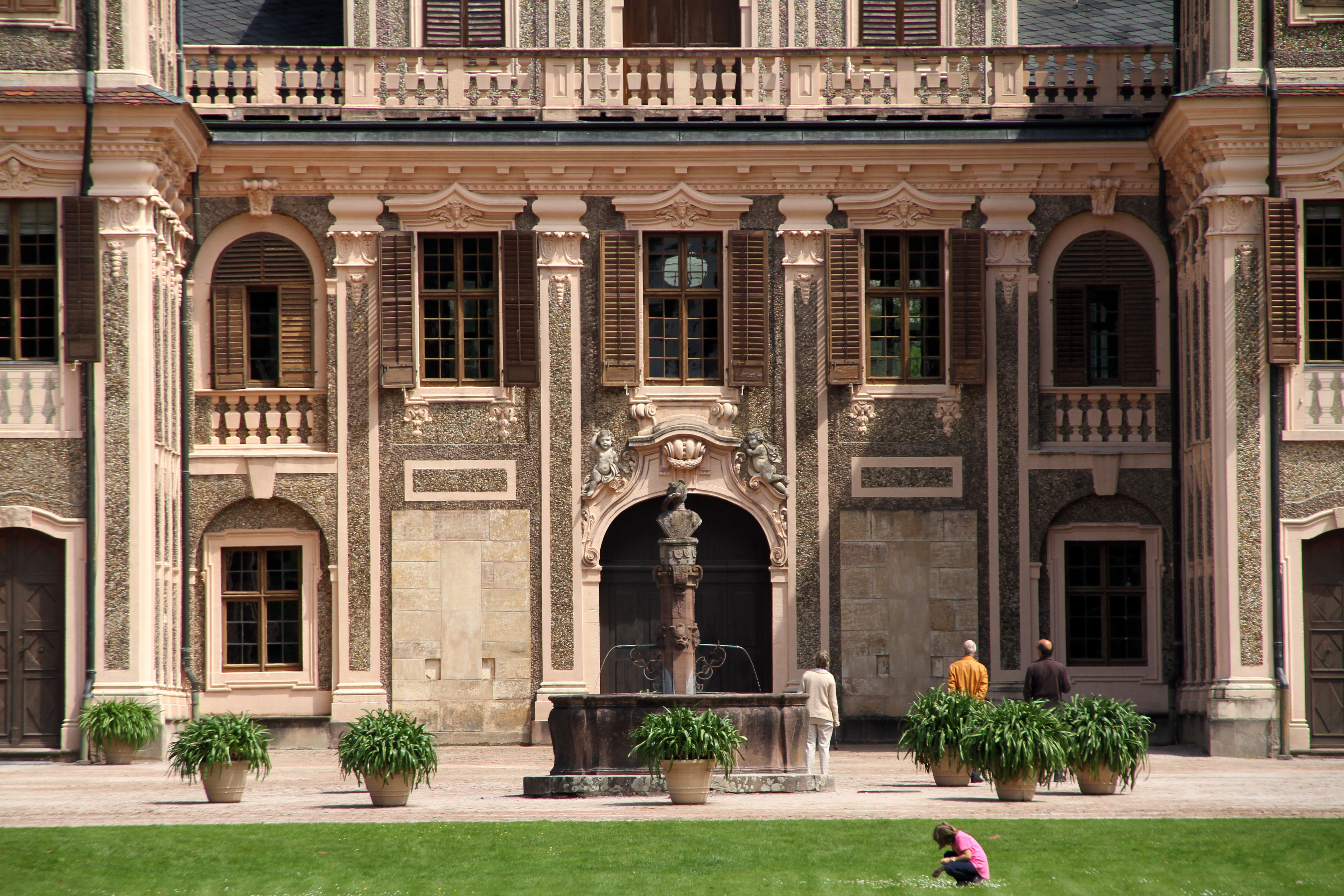